# 蛋神奇踪
《蛋神奇踪》是中国儿童奇幻电视连续剧，全十五集，在新疆拍。。第二季名叫《蛋神Ⅱ》于2014年10月8日登陆广东嘉佳卡通卫视播出。

## 人员
赞助：叮当猫童装提供服装
导演：谭惠铭
摄制：新疆电视台电视剧部、新疆博尔塔拉蒙古自治州党委宣传部和尚贤广告传播有限公司